# Bulbophyllum wuzhishanense
Bulbophyllum wuzhishanense är en orkidéart som beskrevs av Xiao Hua Jin. Bulbophyllum wuzhishanense ingår i släktet Bulbophyllum och familjen orkidéer.
Artens utbredningsområde är Hainan (Kina). Inga underarter finns listade i Catalogue of Life.